# Каталізатор Вілкінсона
Каталіза́тор Ві́лкінсона — тривіальна назва хімічної речовини з формулою RhCl(PPh3)3 (Ph = феніл).
Названий на честь лауреата Нобелівської премії з хімії Джефрі Вілкінсона, який ввів цю сполуку до широкої синтетичної практики.

## Отримання
Молекула речовини являє собою плаский квадратний 16-електронний комплекс. Речовину виділяють у вигляді червоно-коричневого порошку після реакції хлориду родію(ІІІ) із надлишком трифенілфосфіну у киплячому етанолі.
Частина трифенілфосфіну виступає відновником, перетворюючись на трифенілфосфіноксид. Реакція, що відбувається, записується рівнянням
{\displaystyle {RhCl_{3}(H_{2}O)_{3}+4PPh_{3}\rightarrow RhCl(PPh_{3})_{3}+OPPh_{3}+2HCl+2H_{2}O}}

## Використання
Каталізатор Вілкінсона використовується для гідрування алкенів. На початковій стадії механізм цієї реакції включає в себе дисоціацію одного або двох лігандів трифенілфосфіну з утворенням 14-ти або 12-ти електронних комплексів відповідно, після чого відбувається окиснювальне приєднання H2 до металу. Наступне утворення π-комплексу з алкеном, внутрішньомолекулярне перенесення гідриду (вставка олефіну) та відновне елімінування призводять до утворення алканового продукту, тобто:

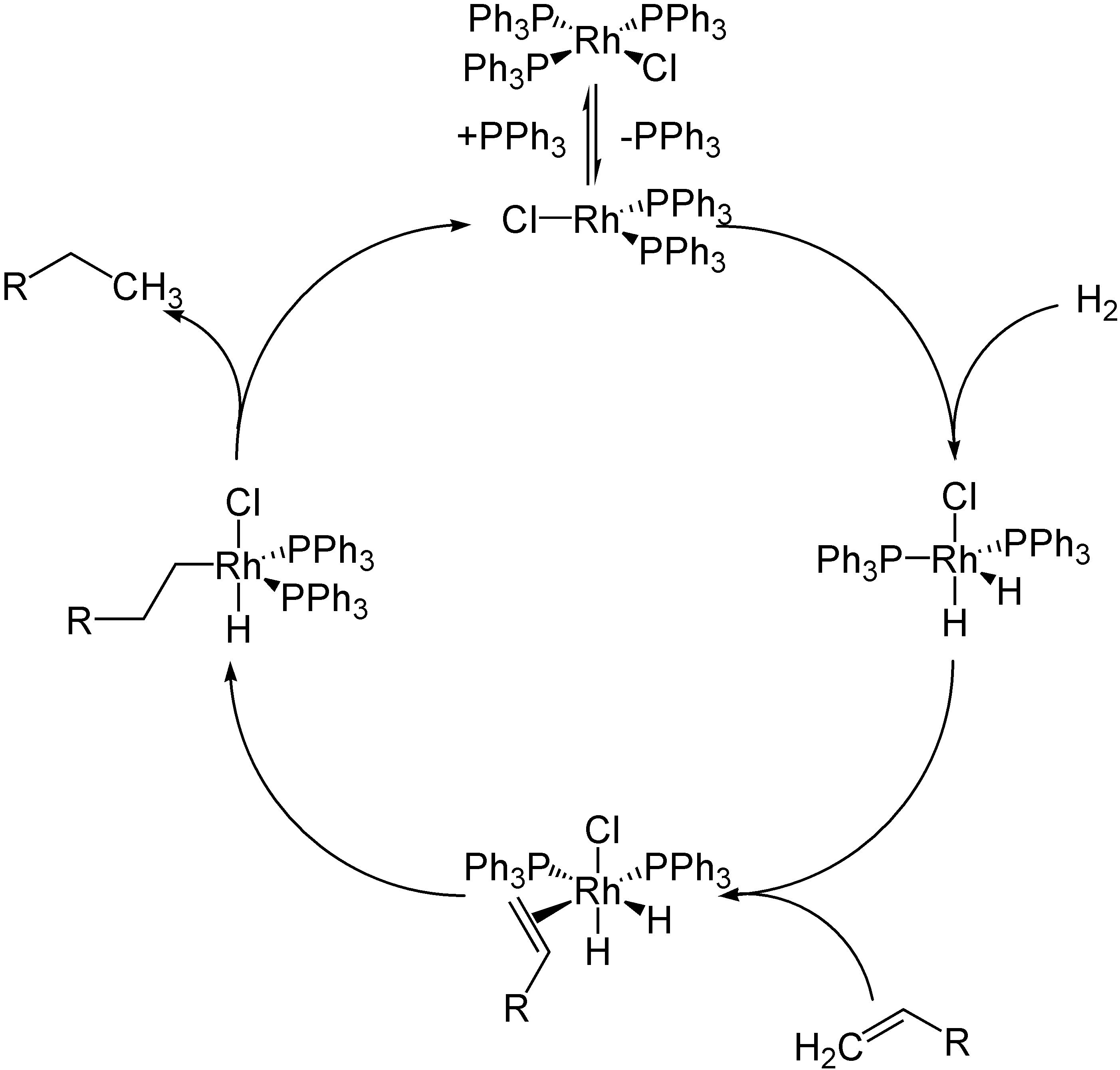
Гідрування алкену з використанням каталізатору Вілкінсона

Також каталізатор Вілкінсона використовують при каталітичному гідроборуванні алкенів з допомогою катехолборану та пінаколборану]] та селективному 1,4-відновленні α,β-ненасичених карбонільних сполук при взаємодії з триетилсиланом.